# سردره‌قبادی
سردره‌قبادی، روستایی از توابع بخش مرکزی شهرستان سنقر در استان کرمانشاه ایران است.
این روستا در ۳۰ کیلومتری شمال سنقر واقع شده است.

## جمعیت
این روستا در دهستان گاورود قرار دارد و براساس سرشماری مرکز آمار ایران در سال ۱۳۸۵، جمعیت آن ۱۵۰ نفر (۳۷خانوار) بوده‌است.